# Walton in Gordano
Walton in Gordano est une paroisse civile et un village du Somerset, en Angleterre.
Geoff Barrow, né dans ce village le 9 décembre 1971, est chanteur et producteur. Il va créer le groupe de trip hop Portishead en 1991 à Bristol, qui est non loin de là. D'ailleurs ce groupe tire son nom de la ville côtière de Portishead et le deuxième album sorti en 1997.